# Pfarrkirche St. Ulrich bei Steyr

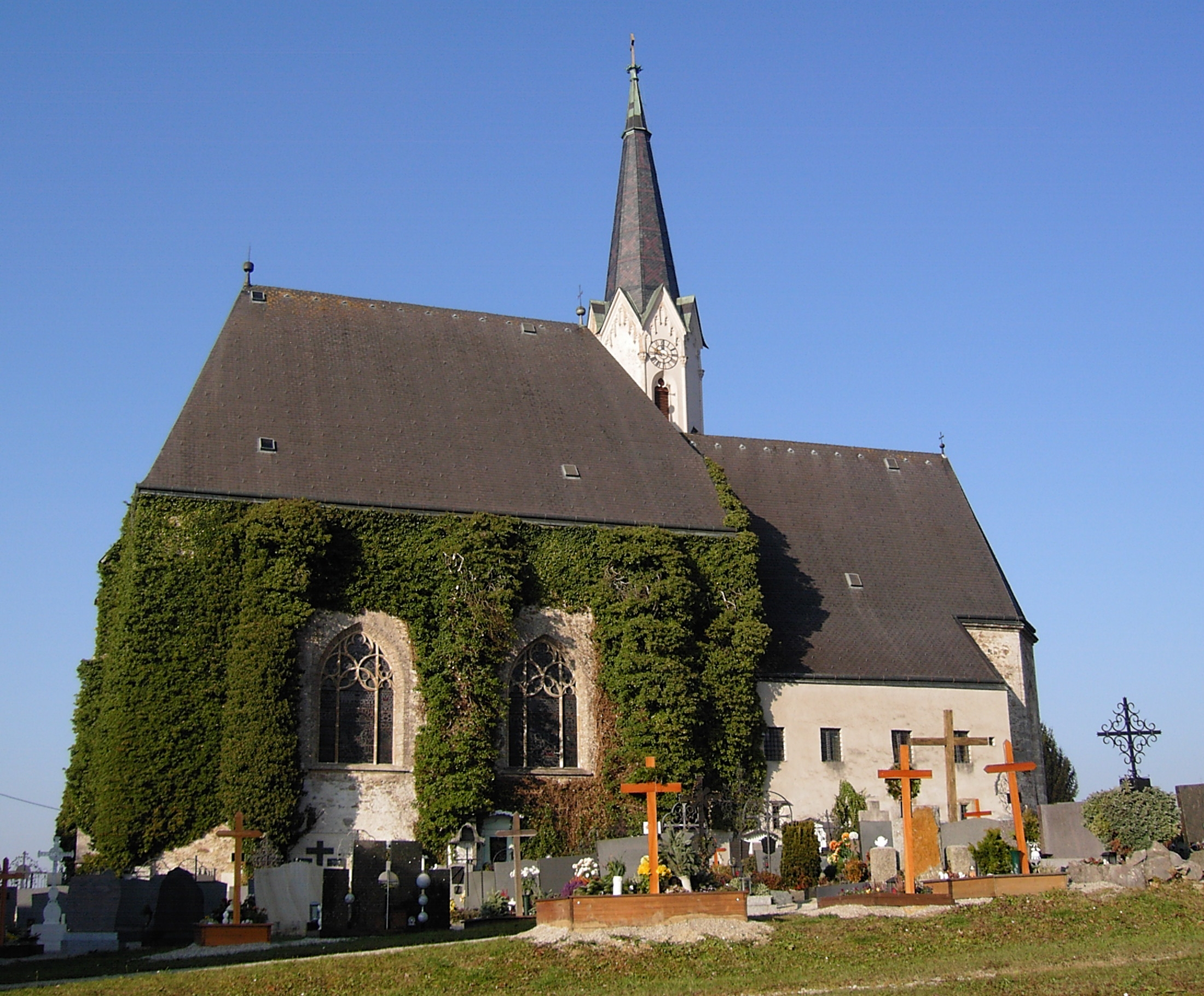
Pfarrkirche hl. Ulrich in St. Ulrich bei Steyr

Die Pfarrkirche St. Ulrich bei Steyr steht im Ort St. Ulrich bei Steyr in der Gemeinde St. Ulrich bei Steyr in Oberösterreich. Die römisch-katholische Pfarrkirche hl. Ulrich gehört zum Dekanat Steyr in der Diözese Linz. Die Kirche steht unter Denkmalschutz.

## Geschichte
1493 wurde der Chor geweiht. 1518 wurde das Langhaus vollendet.

## Architektur
Das einschiffige dreijochige spätgotische Langhaus mit einem weiträumigen Eindruck hat ein neueres Tonnengewölbe mit Netzrippen aus dem 19. Jahrhundert. Der eingezogene zweijochige netzrippengewölbte Chor hat einen Fünfachtelschluss. Das Langhaus zeigt außen abgetreppte Strebepfeiler und Maßwerkfenster. Der Turm im nördlichen Chorwinkel wurde 1868 in ein achtseitiges Obergeschoß übergeführt und mit einem Spitzhelm abgeschlossen. Das Nord- und Westportal sind spätgotisch.

## Ausstattung
Der Hochaltar aus 1662 wurde zum Ende des 18. Jahrhunderts weitgehend umgestaltet. Der Tabernakel im Stil des Rokoko entstand 1660/1670. Die Seitenaltäre sind aus 1764. Die Kanzel ist aus dem Ende des 17. Jahrhunderts. Das Chorgestühl ist mit 1618 bezeichnet. Es gibt barocke Ölbilder aus dem 17. Jahrhundert. Zwei ovale Bilder Erasmus und Florian wurden in der Art des Anton Hitzenthaler der Ältere gemalt.
Es gibt eine Glocke aus 1329.